# Esmehan Baharnaz szultána
Esmahan Baharnaz szultána oszmán hanim szultána.

## Élete
Esmahan 1525-ben született Isztambulban, Sah szultána és Lütfi pasa legidősebb lányaként. Bár sok helyen úgy tüntetik fel, hogy 1539-ben hozzá ment unokatestvéréhez, Mehmed herceghez, és tőle 1540-ben egy leánya született, Hümasah szultána, ez nem helytálló. Hüszejn pasához ment hozzá, és tőle született két leánya: Neszlihan és Vaszfihan. Előbbit gyakran keverik a források és adják meg úgy, mintha a testvére lenne, de ez nem igaz. 1556 körül halt meg.

## Alakja a kultúrában
A Szulejmán című tévésorozatban Ecem Calik alakítja. A sorozatban a valóságtól eltérően 1522 körül született, és nem a palotában élt. 1537 körül jön a palotába apjával. Nem lesz Mehmed felesége, bár van közöttük szikra, és a harmadik évad végén eltűnik a sorozatból.